# Лоунасмаа, Олли
Олли Виктор Лоунасмаа (фин. Olli Viktor Lounasmaa; 20 августа 1930, Турку, Финляндия — 27 декабря 2002, Гоа, Индия) — финский физик. Специалист в области физики низких температур, экспериментально обнаружил, что гелий-3 может становиться сверхтекучим. Также известен исследованиями в области магнитоэнцефалографии.

## Биография
Олли Виктор Лоунасмаа закончил Хельсинкский университет в 1953 году. Вскоре после этого работал в университете Турку, после чего продолжил свои исследования в Кларендонской лаборатории при Оксфордском университете, где защитил диссертацию (Ph.D.) в области физики низких температур в 1957 году. С 1960 по 1964 годы работал в качестве приглашённого учёного в Аргоннской национальной лаборатории в США. В 1964 году вернулся в Финляндию по приглашению Хельсинкского технологического университета на должность профессора физики.
В 1965 году Лоунасмаа основал лабораторию низких температур при Хельсинкском технологическом университете (который с 2010 года является частью университета Аалто), которую возглавлял вплоть до 1995 года. Под руководством Лоунасмаа в лаборатории был впервые проведён опыт, в котором удалось экспериментально продемонстрировать сверхтекучесть изотопа гелия-3. За это достижение группа Лоунасмаа была упомянута Нобелевским комитетом при вручении в 1996 году Нобелевской премии в области физики Дэвиду М. Ли, Дугласу Д. Ошерову и Роберту Ричардсону. Другими объектами исследований были также квантовые вихри в сверхтекучем жидкий гелий-3, ядерный магнетизм и применение сверхпроводников.
В начале 1980 годов Лоунасмаа начал работать в другой области — магнитометрии — и привлёк лабораторию к проведению экспериментов в целях изучения магнитных полей, создаваемых активностью мозга. Вместе со своими студентами он сыграл ключевую роль в разработке теории и технологии магнитоэнцефалографии (МЭГ), что открыло новые пути изучения мозга.
Лоунасмаа возглавлял группу, созданную им для энцефалографических исследований, вплоть до 1996 года. Впоследствии группа была переименована в «Отделение по изучению мозга». После его ухода группу возглавила доктор Риитта Хари. Со своими первыми студентами, входившими в группу, а также постдоками Матти Хямяляйнен (Matti Hämäläinen), Риитта Хари (Riitta Hari), Ристо Илмониеми (Risto Ilmoniemi) и Юкка Кнуутила (Jukka Knuutila) он опубликовал авторитетный обзор «Магнитоэнцефалография — теория, оборудование и применение в целях неинвазивных исследований работы мозга».
Лоунасмаа трагически погиб 27 декабря 2002 года в индийском штате Гоа, где проводил рождественские каникулы с женой и детьми. В качестве официальной причины смерти названо утопление, вызванное предположительно остановкой сердца. 1 января 2012 года лаборатория низких температур при Университете Аальто была переименована в лабораторию им. О. В. Лоунасмаа в честь её основателя и многолетнего руководителя.

## Награды
В 1984 году Лоунасмаа была присуждена премия Фрица Лондона. В 1993 году он стал лауреатом премии Фонда Александра фон Гумбольдта, а в 1994 году стал первым лауреатом Золотой медали имени П. Л. Капицы. Помимо этого Лоунасмаа был избран в Академию наук Финляндии, а также являлся иностранным членом Национальной Академии наук США и Шведской Королевской академии наук.

## Публикации
- Lounasmaa O. V. Experimental Principles and Methods Below 1K. — Academic Press, 1974. — 316 p. — ISBN 978-0124559509.
- Лоунасмаа О. В. Принципы и методы получения температур ниже 1 К. — М.: Мир, 1977. — 356 с.